# اهل هوا

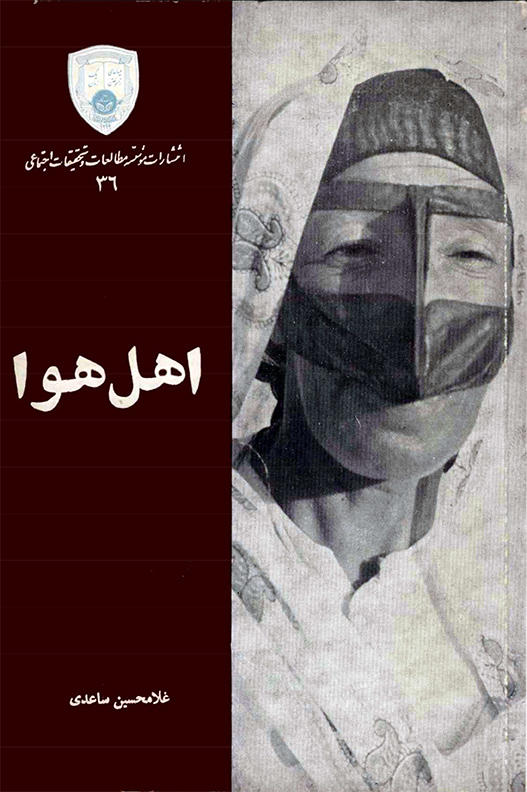
روی جلد

اهل هوا کتابی پژوهشی و مردم‌نگارانه از غلامحسین ساعدی، نویسنده و نمایشنامه‌نویس برجسته ایرانی، است که به بررسی آیین‌ها، باورها و سنت‌ها در جنوب ایران می‌پردازد. این کتاب در اردیبهشت سال ۱۳۴۵ توسطِ انتشارات مؤسسه مطالعات و تحقیقات اجتماعیِ دانشگاه تهران در دوهزار نسخه منتشر شد.

## موضوع
ساعدی در اهل هوا با نگاهی دقیق و مستند، آیین‌ها و باورهایی را بررسی می‌کند که عمیقاً در فرهنگ مردم جنوب، به‌ویژه مناطق بندرعباس، قشم، و هرمز، ریشه دارند. این باورها که به نیروهای ماورایی، ارواح و بادها مرتبط هستند، هنوز هم در زندگی روزمره برخی از جوامع محلی تأثیرگذارند. جذابیت این اثر نه فقط در موضوع خاص و کمتر پرداخته‌شده آن، بلکه در نحوه گردآوری اطلاعات از طریق پژوهش میدانی و ارتباط مستقیم نویسنده با مردمان محلی است.
از لحاظ سبک، اهل هوا برخلاف آثار داستانی غلامحسین ساعدی، یک اثر مستند و مردم‌نگارانه است. نویسنده در این کتاب از عناصر خیالی و داستان‌پردازی پرهیز کرده و به‌جای آن، با زبانی دقیق و پژوهشگرانه به بازنمایی واقعیات پرداخته است. همین ویژگی باعث شده تا این اثر به‌عنوان یکی از منابع معتبر برای مطالعات مردم‌شناسی و فرهنگ بومی شناخته شود.
این کتاب دو قسمت اصلی دارد: نخست یادداشتهایی دربارهٔ ساحل نشینان جنوب، منطقه میناب و روستاهای میان بنادر لنگه و بوشهر و جزایر باب هرمز و قسمت دیگر شرح انواع بادهائی است که اهل هوا دچارشان هستند و چند ضمیمه در شرح احوال بزرگان اهل هوا، موجودات افسانه ای دریاهای جنوب. شیوه تحقیق بر اساس روش مونوگرافی‌نویسی است و نویسنده خواسته است موضوع خاصی را که عبارت باشد از آداب و رسوم اهل هوا از طریق مشاهده مستقیم مطالعه کند و دیده‌ها و شنیده‌های خود را البته با ترتیب ونظمی منطقی ثبت نماید.